# Visarion Toia
Visarion Toia (n. 28 mai 1884, Secuieni, Bacău, România – d. 8 noiembrie 1951) a fost un călugăr ortodox român cu rang de arhimandrit, stareț al Mănăstirii Lainici (1929–1951), canonizat ca sfânt de Sfântul Sinod al Bisericii Ortodoxe Române în ședința sa din 11-12 iulie 2024, cu titulatura „Sfântul Cuvios Mucenic Visarion de la Lainici” și prăznuirea în ziua de 10 noiembrie.